# Баджіті
Баджіті (груз. ბაჯითი) — село в Грузії.
За даними перепису населення 2014 року в селі проживає 520 осіб.